# Zabava med letom
Zabava med letom (angleško In-flight entertainment - IFE) je multimedijski sistem, namenjen zabavi potnikov med letom. Prvi IFE-sistemi so obsegali videoprojektor, za zvok so potniki morali slušalke priključiti v priključek v sedežu. Na sodobnih potniških letalih je v vsak sedež nameščen LCD-zaslon in avdiopriključek, tako lahko vsak potnik gleda ali posluša, kar želi. 
Letalska družba Emirates ponuja tudi brezžični (Wi-Fi) internet na nekaterih letalih – v bistvu gre za satelitski internet z Wi-Fi usmerjevalnikom. Do 10 MB prenosa je zastonj, za dodatnih 500 MB je treba plačati okrog 1 $. Najverjetnje bodo kmalu sledile tudi druge letalske družbe. 
Proizvajalci IFE-sistemov so Panasonic Avionics Corporation, Thales Group, Zodiac, Lumexis, Gogo, On Air, Row 44, Rockwell Collins in LiveTV. 